# Micromys cingulatus
Espèce
Micromys cingulatus est une espèce fossile de rongeurs myomorphes de la famille des Muridae.

## Distribution et époque
Ce proche parent du rat des moissons actuel (Micromys minutus) a été découvert à Maramena, en Grèce. Il vivait à l'époque du Miocène jusqu'au Pliocène.

## Taxinomie
Cette espèce a été décrite pour la première fois en 1995 par les naturalistes Gerhard Storch (né en 1939) et T. Dahlmann.

## Protologue
- (en) Gerhard Storch et T. Dahlmann, « Muridae (Rodentia, Mammalia). In Norbert Schmidt-Kittler », (Ed.), The vertebrate locality Maramena (Macedonia, Greece) at the Turolian-Ruscinian boundary (Neogene), Munich, Friedrich Pfeil,‎ 1995, p. 121-132.